# The Man from Toronto (2022)
The Man from Toronto ist ein im Jahr 2022 erschienener Actionfilm von Patrick Hughes.

## Handlung
Der „Mann aus Toronto“ betritt eine einsam gelegene Behausung irgendwo in Utah, wo er schon erwartet wird. Er schildert einem Gefangenen, wie er ihn im Einzelnen foltern werde, um an die gewünschte Information zu gelangen. Er berichtet, dass er als Junge mit ansehen musste, wie ein Grizzlybär seinem Großvater die Haut abriss. Das habe jede Emotion in ihm getötet. Schließlich bricht der Gefangene noch vor Beginn physischer Folter zusammen und nennt die gesuchte Adresse, womit der Auftrag erledigt ist.
Teddy ist ein erfolgloser Geschäftsmann, der vom Inhaber des Boxclubs, für den er arbeitet, gefeuert wird, weil er einen Werbeprospekt ohne Adresse und Telefonnummer für ihn hat drucken lassen. Wenn er schon nicht beruflich erfolgreich ist, möchte er doch zumindest sein Privatleben in den Griff bekommen. Er träumt von einem gemeinsamen Kind mit seiner Frau und plant, ein perfektes Geburtstagswochenende mit ihr verbringen. Da er es jedoch versäumt hat, Toner für den Drucker zu kaufen, kann er den Ausdruck der Adresse des Ferienquartiers nicht richtig lesen und fährt zum falschen Haus, während seine Frau im Wellnessstudio ein paar schöne Stunden haben soll. Als er ankommt, wird er nicht vom Vermieter zur Schlüsselübergabe, sondern von Kriminellen erwartet, die eine Zahlenkombination aus einem Gefangenen herauspressen wollen. Sie halten Teddy für den berüchtigten „Mann aus Toronto“ und fotografieren ihn heimlich. Teddy gelingt es, da die Kriminellen ehrfürchtig die grausame Vorgehensweise des Manns aus Toronto schildern, den Gefangenen zum Reden zu bringen. Kurz darauf stürmen Agenten einer Regierungsbehörde das Gebäude. Sie wissen, dass Teddy nicht der berüchtigte Auftragsmörder ist, bitten ihn aber, die Rolle zunächst weiter zu spielen, damit an die Auftraggeber herangekommen werden kann. Währenddessen soll ein besonderer Agent sich um seine Frau kümmern, was Teddy nicht sehr behagt.
Teddy wird von den Männern des Auftraggebers in Empfang genommen und zu einem Privatflugzeug gefahren. Unterdessen hat sich der echte Mann aus Toronto an seine Spur geheftet, bringt ihn in seine Gewalt und unterbricht die Verbindung zu den Agenten. Im Flugzeug nach Puerto Rico kommt es zum Kampf mit den Männern des Auftraggebers. Der Mann aus Toronto überwältigt und tötet sie und kann die abstürzende Maschine gerade noch abfangen. Auch er braucht Teddy noch, da die Auftraggeber diesen aufgrund des Fotos für ihn halten. Gemeinsam bewältigen sie den nächsten Auftrag, unter vier Gefangenen den Gesuchten zu erkennen, indem Toronto über eine Funkverbindung Anweisungen gibt und Teddy improvisiert. Da der Daumenabdruck des Gesuchten benötigt wird, schneidet Toronto einen Daumen ab.
Adresse, Zahlenkombination und Daumenabdruck sollen eine tödliche Waffe aktivieren. Das kann zuletzt verhindert werden. Es werden zuerst der „Mann aus Miami“ und später weitere Mörder auf Toronto angesetzt, mit denen er und Teddy kämpfen müssen. Es kommt auch zu einem kurzen Treffen mit Teddys Frau und ihrer Freundin Anne, bei dem die Männer aber vor dem Mann aus Miami fliehen müssen. Während Teddy Zutrauen zu seinen Kräften zu entwickeln beginnt, öffnet sich Toronto seinen Gefühlen neu. Bei dem Versuch, seine Frau vor ihrer Abfahrt mit dem Zug abzufangen, lässt Teddy Torontos geliebtes Auto auf den Gleisen stehen, wo es vom Zug zertrümmert und der Auftragslohn von zwei Millionen US-Dollar in bar in der Luft zerstreut wird. Toronto erfüllt sich den Traum von seinem eigenen Restaurant und Teddy verwirklicht seine Idee von einem Boxstudio, in dem auf Körperkontakt verzichtet wird. Toronto hat ihm gedroht, dass er Teddy töten werde, wenn sein Auto einen Kratzer abbekomme.

## Produktion
Regie führte Patrick Hughes, das Drehbuch schrieben Robbie Fox und Chris Bremner.
Die Hauptrollen besetzte Hughes mit Kevin Hart, Woody Harrelson, Ellen Barkin, Jasmine Mathew, Kaley Cuoco und Pierson Fode. Ursprünglich war Jason Statham für Harrelsons Rolle vorgesehen.
Gedreht wurde von Oktober bis Dezember 2020 in Milton, Etobicoke, Brampton und Toronto. Als Kameramann fungierte Rob Hardy.
Die Filmmusik komponierte Ramin Djawadi.
Der Film sollte am 12. August 2022 in die US-amerikanischen und am 11. August 2022 in die deutschen Kinos kommen. Die Premiere sollte bei dem Ende März, Anfang April 2022 stattfindenden Sun Valley Film Festival erfolgen. Im April 2022 wurde bekannt, dass Sony die Rechte an dem Film an Netflix verkaufte. Der Streamingdienst nahm den Film am 24. Juni 2022 in sein Programm auf.

## Rezeption
Laut Rotten Tomatoes konnte der Film 23 % aller hauptberuflichen Filmkritiker, die eine Bewertung zum Film abgaben, überzeugen. Hobby-Filmkritiker gaben dem Film im Durchschnitt eine Bewertung 43 %.